# Николаје Ковач
Николаје Ковач (рум. Nicolae Kovács, мађ. Kovács Miklós; Мехадија, 29. децембар 1911 — Темишвар, 7. јул 1977) био је румунско-мађарски фудбалер и тренер. Био је двоструки интернационални фудбалер с обзиром да је играо и за Румунију и за Мађарску.
За фудбалску репрезентацију Румуније одиграо је је 37 утакмица и учествовао на светским првенствима 1930, 1934. и 1938, као један од пет играча који су се појавили на сва три предратна светска купа. Остали играчи били су Едмонд Делфур, Етијен Матле, Бернард Ворхоф и Рудолф Биргер, према званичним извештајима ФИФА- иних утакмица. Касније је такође једном представљао мађарску фудбалску репрезентацију.
Био је старији брат Стефана Ковача, чувеног тренера који је водио Ајакс ка освајању две европске титуле 1972. и 1973.